# Witaszyce
Witaszyce (prononciation : [vitaˈʂɨt͡sɛ]) est un village polonais de la gmina de Jarocin dans le powiat de Jarocin de la voïvodie de Grande-Pologne dans le centre-ouest de la Pologne.
Il se situe à environ 6 kilomètres au sud-est de Jarocin (siège de la gmina et du powiat) et à 69 kilomètres au sud-est de Poznań (capitale régionale).
Le village possédait une population de 3 967 habitants en 2007.

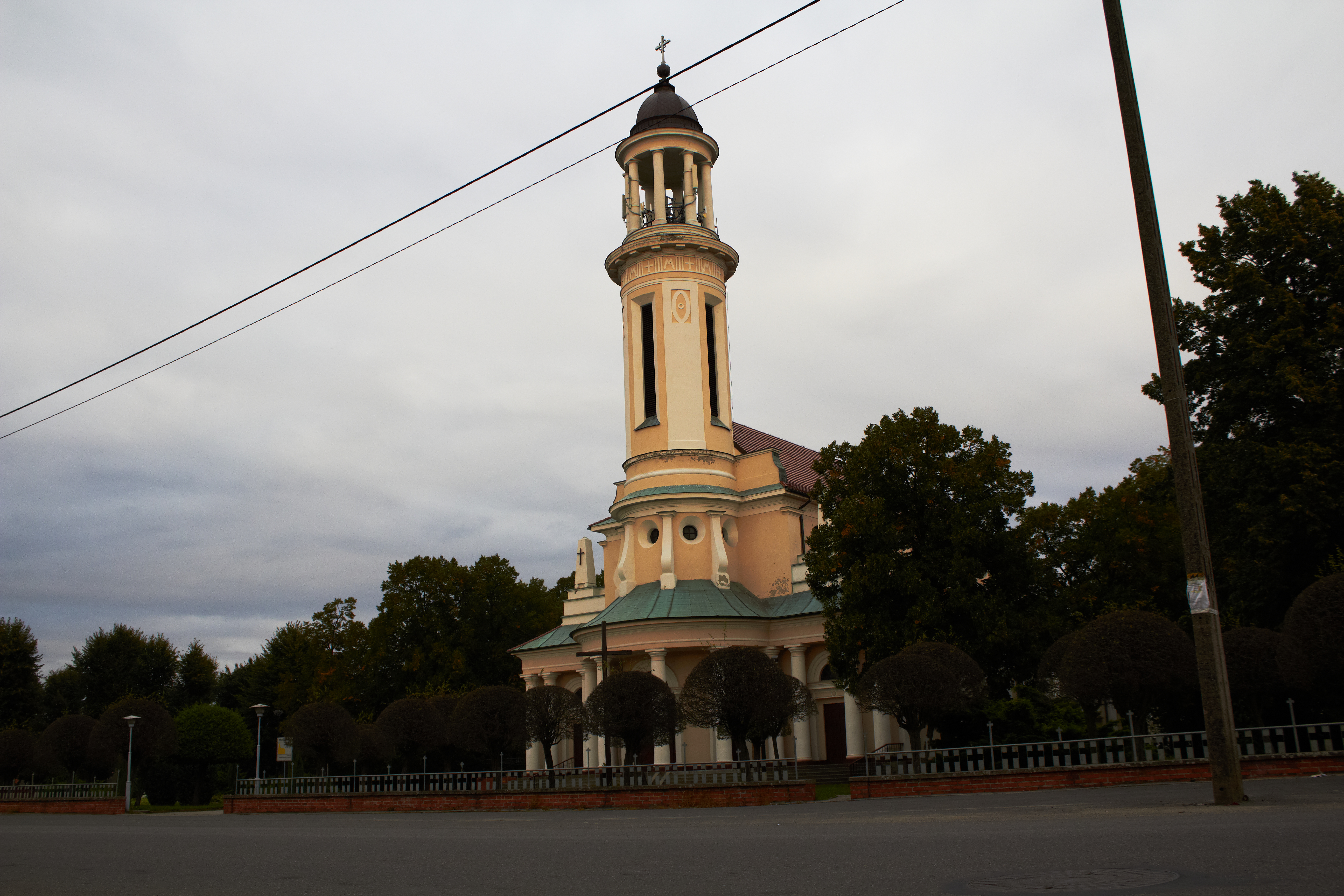
L'église de l'Assomption.
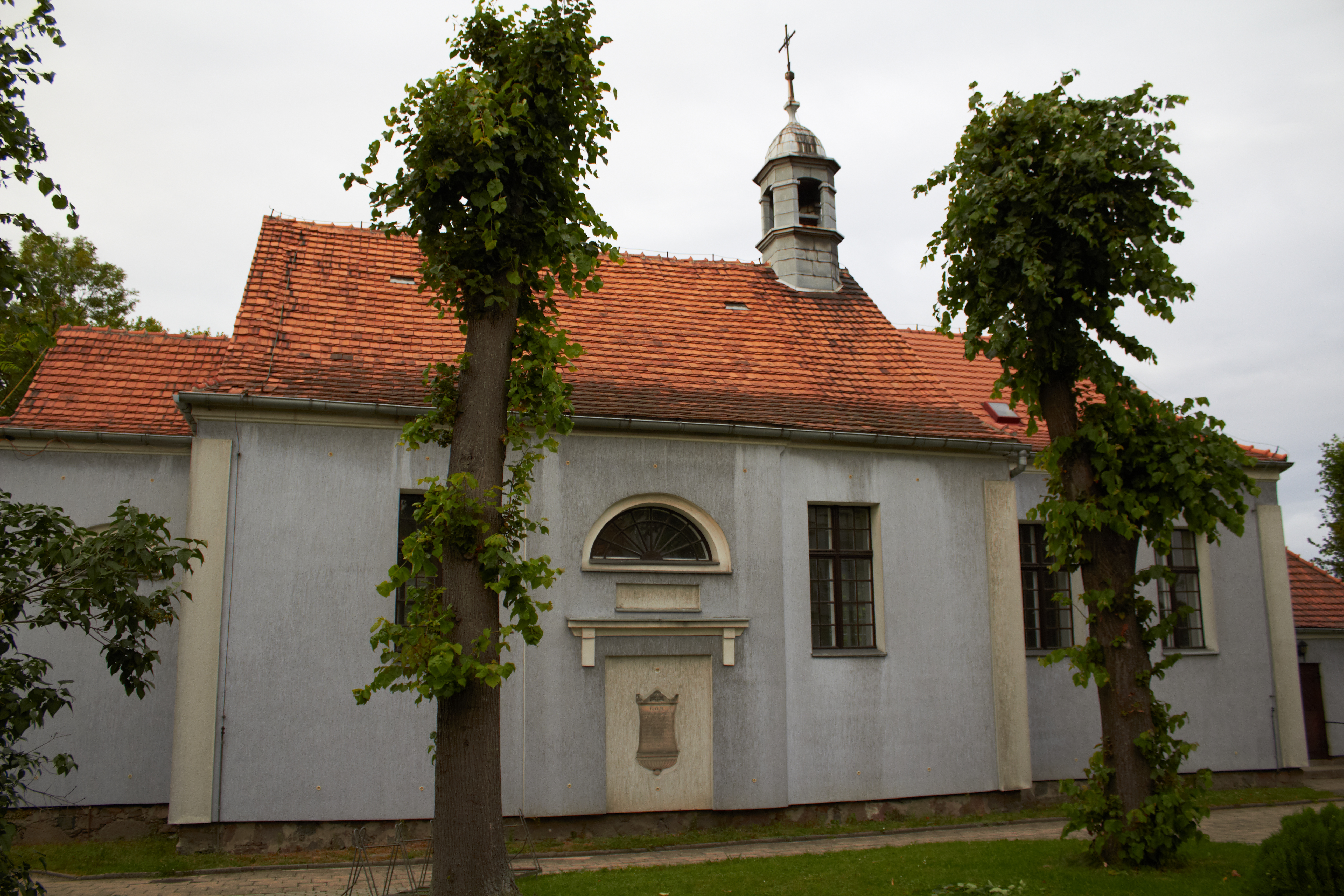
L'église de la sainte Trinité.
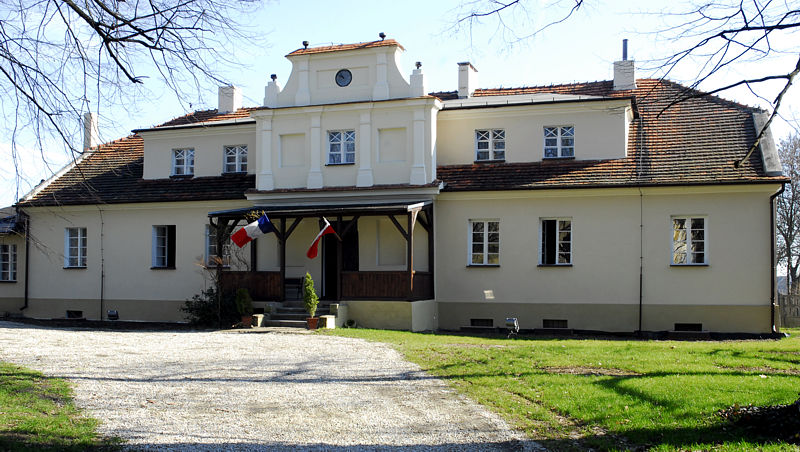
Le manoir (aujourd'hui musée).
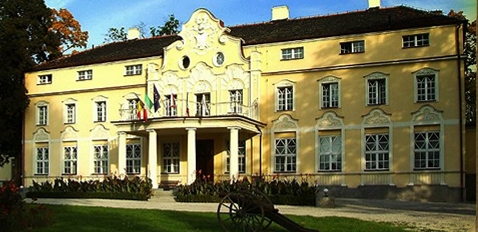
Le palais.

## Histoire
De 1818 à 1919, Witaschütz fait partie de l'arrondissement de Pleschen (de) puis à partir de 1887, de l'arrondissement de Jarotschin dans le district de Posen au sein de la province de Posnanie.
De 1975 à 1998, le village faisait partie du territoire de la voïvodie de Kalisz.

Depuis 1999, Witaszyce est situé dans la voïvodie de Grande-Pologne.